# Georg Totschnig
Georg Totschnig (ur. 25 maja 1971 w Kaltenbach) – austriacki kolarz szosowy.
Karierę zawodową rozpoczął w 1994 w barwach grupy Polti, później reprezentował Team Deutsche Telekom (od 1997) i Team Gerolsteiner (od 2001). Wielokrotnie był mistrzem Austrii, zarówno w wyścigu szosowym ze startu wspólnego, jak i w jeździe indywidualnej na czas. Startował we wszystkich wielkich tourach, kilkakrotnie kończąc je w czołowej dziesiątce. W lipcu 2005 wygrał XIV etap Tour de France; było to dopiero drugie etapowe zwycięstwo Austriaka w historii Tour de France (poprzednikiem Totschniga był Max Bull w 1931), a zarazem pierwsze w historii zwycięstwo reprezentanta grupy Gerolsteiner w tym wyścigu.
Jest żonaty, ma dwoje dzieci.
Przegląd osiągnięć:
- 1994 13. miejsce Giro d’Italia
- 1995 9. miejsce Giro d’Italia
- 1996 4. miejsce Giro del Trentino, 6. miejsce Vuelta a España
- 1997 mistrzostwo Austrii (ze startu wspólnego), 2. miejsce Midi Libre
- 1998 2. miejsce w Tygodniu Katalońskim
- 1999 2. miejsce Österreichrundfahrt
- 2000 1. miejsce Österreichrundfahrt
- 2001 mistrzostwo Austrii (jazda indywidualna na czas), 6. miejsce Tour de Suisse
- 2002 7. miejsce Giro d’Italia, 5. miejsce Tour de Suisse, mistrzostwo Austrii (jazda indywidualna na czas)
- 2003 5. miejsce Giro d’Italia, mistrzostwo Austrii (ze startu wspólnego), 12. miejsce Tour de France
- 2004 7. miejsce Tour de France, wygrany etap Tour de Suisse i 4. miejsce w klasyfikacji generalnej, mistrzostwo Austrii (jazda indywidualna na czas)
- 2005 wygrany etap (XIV) Tour de France